# Fiesta de San Medín

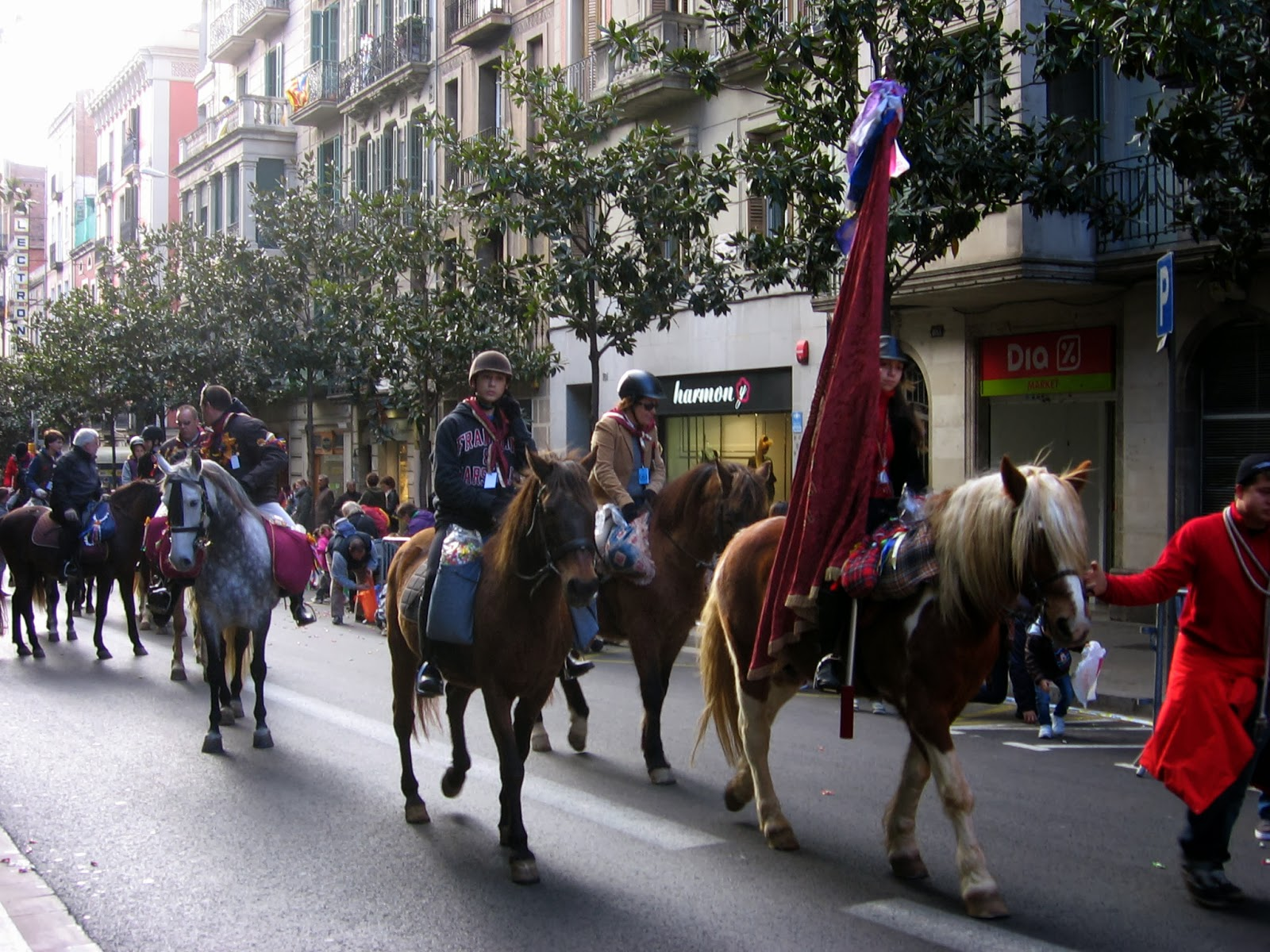
Fiesta de San Medín.

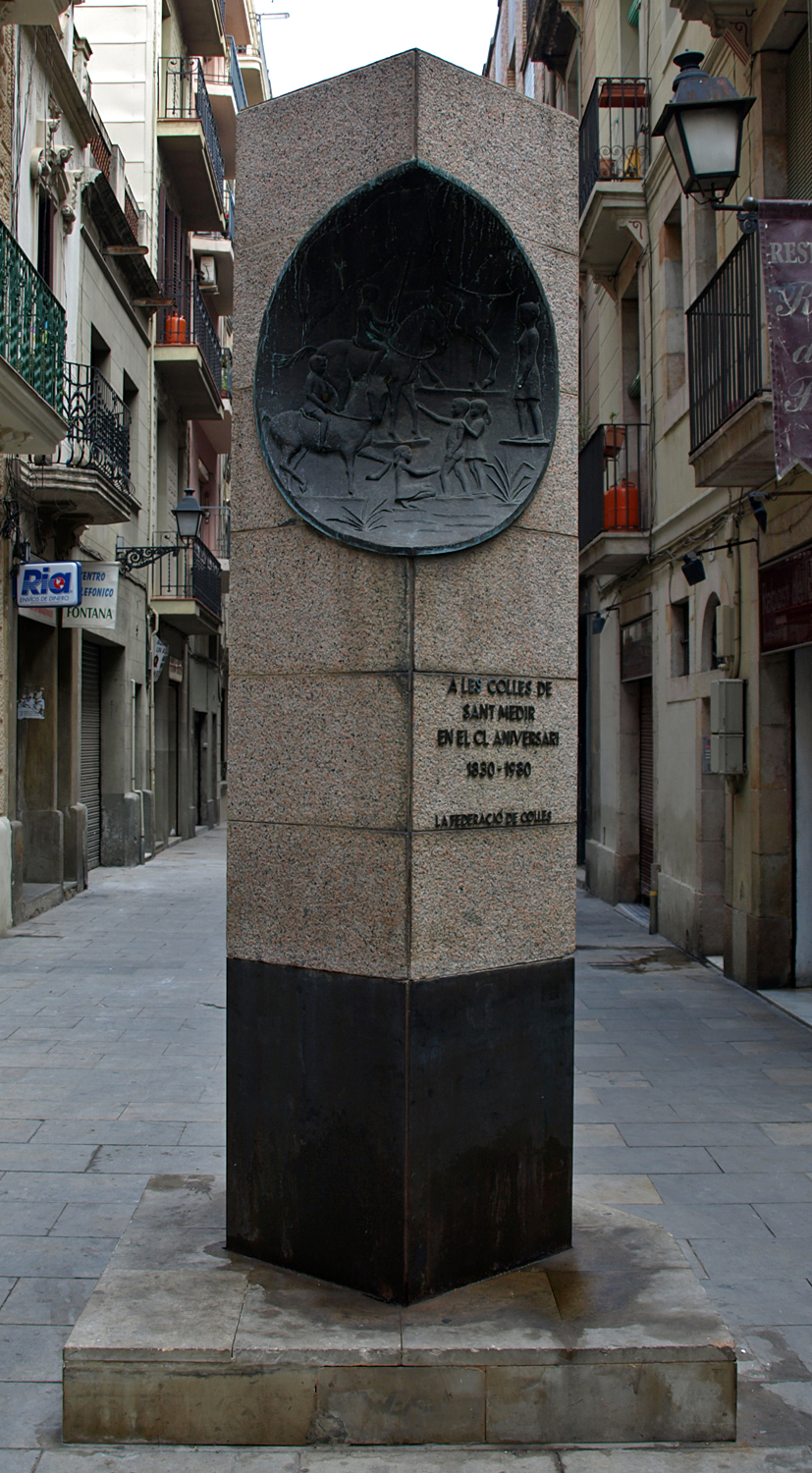
Monumento a las Peñas de San Medín (1969), de Núria Tortras, plaza de Trilla.

La Fiesta de San Medín (en catalán: Festa de Sant Medir) se celebra el 3 de marzo en el distrito de Gracia, en Barcelona.

## Historia y celebración

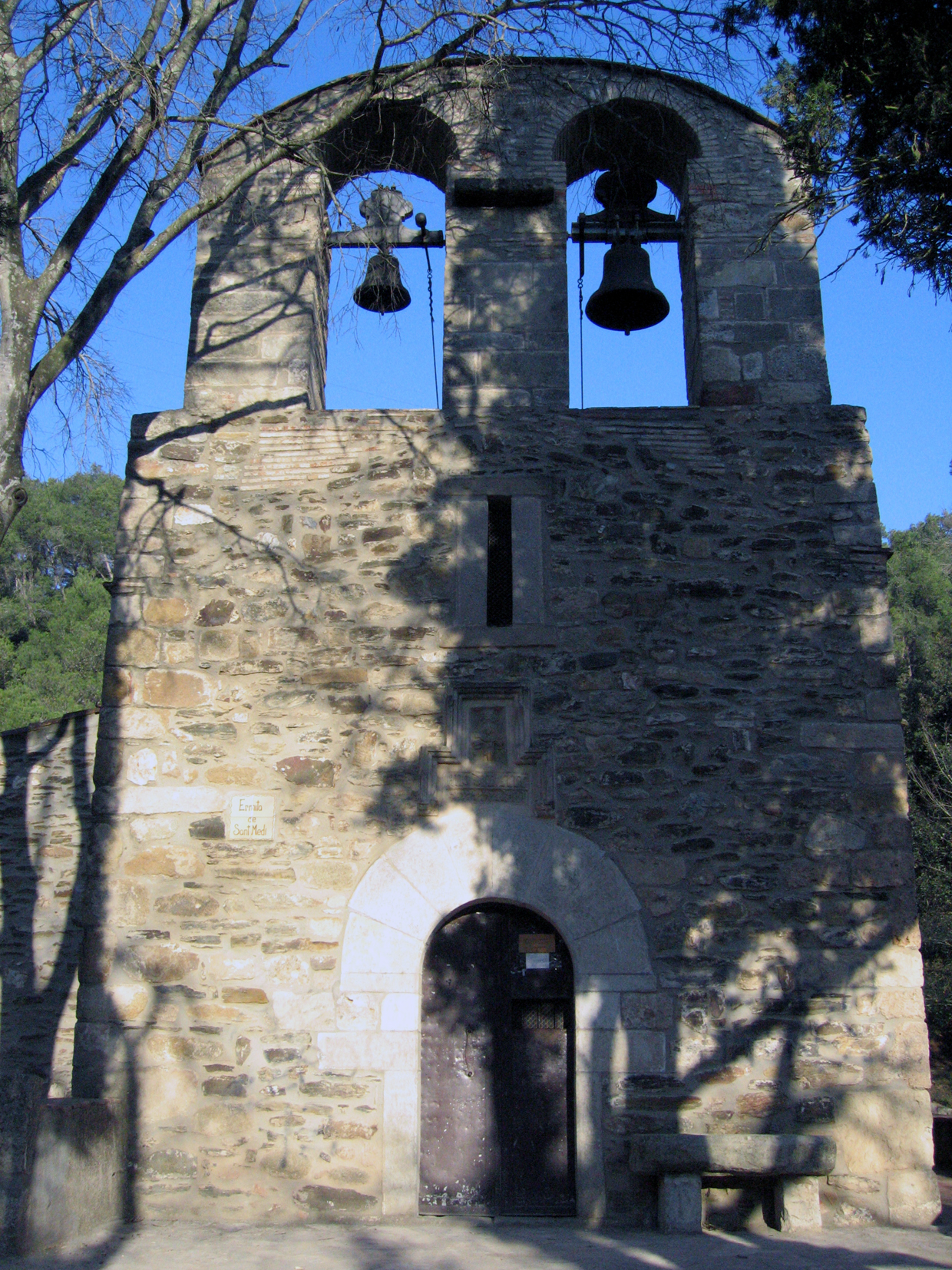
Ermita de San Medín.

San Medín (o Emeterio) fue un santo barcelonés que, según la leyenda, ayudó a escapar a san Severo de los romanos, en el año 303. Sin embargo, su figura proviene únicamente de la tradición, por lo que podría ser una mezcla entre la historia de san Severo y la de los santos hermanos Emeterio y Celedonio. En su honor se construyó la ermita de San Medín en la sierra de Collserola, en el término de San Cugat del Vallés.
La fiesta de San Medín tiene una doble vertiente: en primer lugar, se celebra una romería (aplec) desde Gracia hasta la ermita de San Medín; luego, ya en el barrio, se hace un desfile popular, en que diversas colles (en catalán, colla equivale a peña, pandilla o cuadrilla) desfilan por las calles del barrio a caballo o en vehículos ornamentados, lanzando caramelos al público. La romería a la ermita se celebraba desde antaño partiendo de San Cugat; sin embargo, en 1828, un panadero de Gracia, oriundo de San Cugat, organizó una romería en agradecimiento por su curación de una enfermedad, y con ello inició la costumbre de hacer una romería de Gracia a la ermita de Collserola cada 3 de marzo. Poco a poco se fueron creando diversas colles, las cuales, de vuelta de la romería, acababan el festejo en el barrio, y se inició la costumbre de lanzar caramelos. Las colles están agrupadas en la Federació d'Agrupacions de Sant Medir y, aunque la mayoría son de Gracia, hay también en Sarriá, San Gervasio y La Bordeta.